# Andrea Heinrich
Andrea Heinrich  (* 17. Februar 1972) ist eine ehemalige deutsche Fußballspielerin.

## Karriere

### Vereine
Heinrich gehörte 16-jährig bereits der ersten Mannschaft des FSV Frankfurt an. Zunächst spielte sie in der Verbandsliga Hessen im Regionalverband Süd. Mit der neuerlichen Meisterschaft in dieser Spielklasse war ihr Verein für die 1990 neugeschaffene zweigleisige Bundesliga qualifiziert. Die Gruppe Süd wurde sogleich als Sieger abgeschlossen und berechtigte zur Teilnahme an der Endrunde um die Deutsche Meisterschaft. Mit dem 8:2-Halbfinalsieg über den KBC Duisburg erreichte sie mit ihrer Mannschaft das Finale. Dieses ging im Siegener Leimbachstadion am  16. Juni 1991 vor 4.500 Zuschauern mit 2:4 gegen den TSV Siegen verloren. In der Folgesaison erneut Sieger der Gruppe Süd verlor sie mit ihrer Mannschaft das nach Hin- und Rückspiel ausgetragene Meisterschafts-Halbfinale im Gesamtergebnis mit 2:3 gegen Grün-Weiß Brauweiler.
Im Wettbewerb um den nationalen Vereinspokal verlor sie mit ihrer Mannschaft das am 24. Juni 1989 im Olympiastadion Berlin vor 10.000 Zuschauern ausgetragene Finale mit 1:5 gegen den TSV Siegen. Am 19. Mai 1990 gewann sie an selber Stätte das Finale mit dem 1:0-Sieg über den FC Bayern München dank des Siegtores von Martina Walter in der 20. Minute. Mit dem 1:0-Siegtor von Gaby König in der 58. Minute wurde sie auch am 23. Mai 1992 über den TSV Siegen erneut Pokalsieger.

### Nationalmannschaft
Im Jahr 1990 bestritt sie vier Länderspiele für die A-Nationalmannschaft – jeweils als Einwechselspielerin. Im Turnier um den Nordamerika-Pokal debütierte sie am 5. August in Minneapolis beim 3:1-Sieg über die Nationalmannschaft Englands. Beim 3:0-Sieg über die Nationalmannschaft der UdSSR und beim 3:2-Sieg über die Zweitvertretung der US-amerikanischen Nationalmannschaft zwei bzw. vier Tage später an selber Stätte kam sie genauso zum Einsatz, wie am 11. August bei der 0:3-Niederlage gegen die US-amerikanische Nationalmannschaft.

## Erfolge
- Meisterschafts-Finalist 1991
- DFB-Pokal-Sieger 1990, 1992, -Finalist 1989